# Tetrino
Tetrino (en russe : Тетрино) est un village de l'oblast de Mourmansk, en Russie, dépendant du raïon de Ter. Sa population s'élevait à 18 habitants en 2010. Il a été fondé par les Pomors au milieu du XVIIe siècle.

## Géographie
Le village est situé sur le littoral de la mer Blanche, au sud-est de la péninsule de Kola, à 229 km au sud-est de Mourmansk et à 4 km à l'ouest de l'embouchure de la Kamenka.

## Administration
Tetrino dépend du territoire municipal rural de Varzouga dans le raïon de Ter.

## Histoire
Au milieu du XVIe siècle, à l’emplacement de l’actuel village existait une raffinerie de sel dépendant du monastère Saint-Nicolas Korelsky.
C’est en 1660 que des habitants Pomors du village de Varzouga, qui se trouve au bord de la Varzouga, sont partis fonder Tetrino. Il y avait cinq familles en 1785 vivant de la pêche. En 1845, les villageois construisent une chapelle de bois dédiée à la sainte Trinité. Le village comprend alors vingt-six foyers. Un navire anglais attaque le village pendant la guerre de Crimée. En 1871, le village comprend cinquante-sept ménages et 401 habitants. L'élevage de bovins et de rennes se développe, tandis que la pêche se fait en mer et dans les cours d'eau environnants. Une école ouvre en 1890. En 1914, il y a déjà 85 ménages et 515 habitants et l'église est élevée au rang d'église paroissiale pour le village et les hameaux des alentours.

## Population du village et des hameaux environnants
| 1897 | 1910 | 2010 |
| ---- | ---- | ---- |
| 1150 | 1390 | 18   |